# Phoenix-See
Der Phoenix-See ist ein künstlich angelegter, etwa 24 Hektar großer See auf dem ehemaligen Stahlwerksareal Phoenix-Ost im Dortmunder Stadtteil Hörde. Er wurde und wird als Vorzeigeprojekt für den Strukturwandel der Stadt Dortmund und des Ruhrgebiets diskutiert. Der Phoenix-See bildet mit dem umliegenden Areal ein Wohn- und Naherholungsgebiet mit Gastronomie und Gewerbebebauung. Zusammen mit dem rund zwei Kilometer westlich liegenden und 115 Hektar großen Technologiepark Phoenix-West und dem nördlich gelegenen 60 Hektar großen Phoenix-Park hat der See das ehemals von Schwerindustrie geprägte Bild Hördes verändert.

## Projekt

Ansicht des Stahlwerkes von 1978

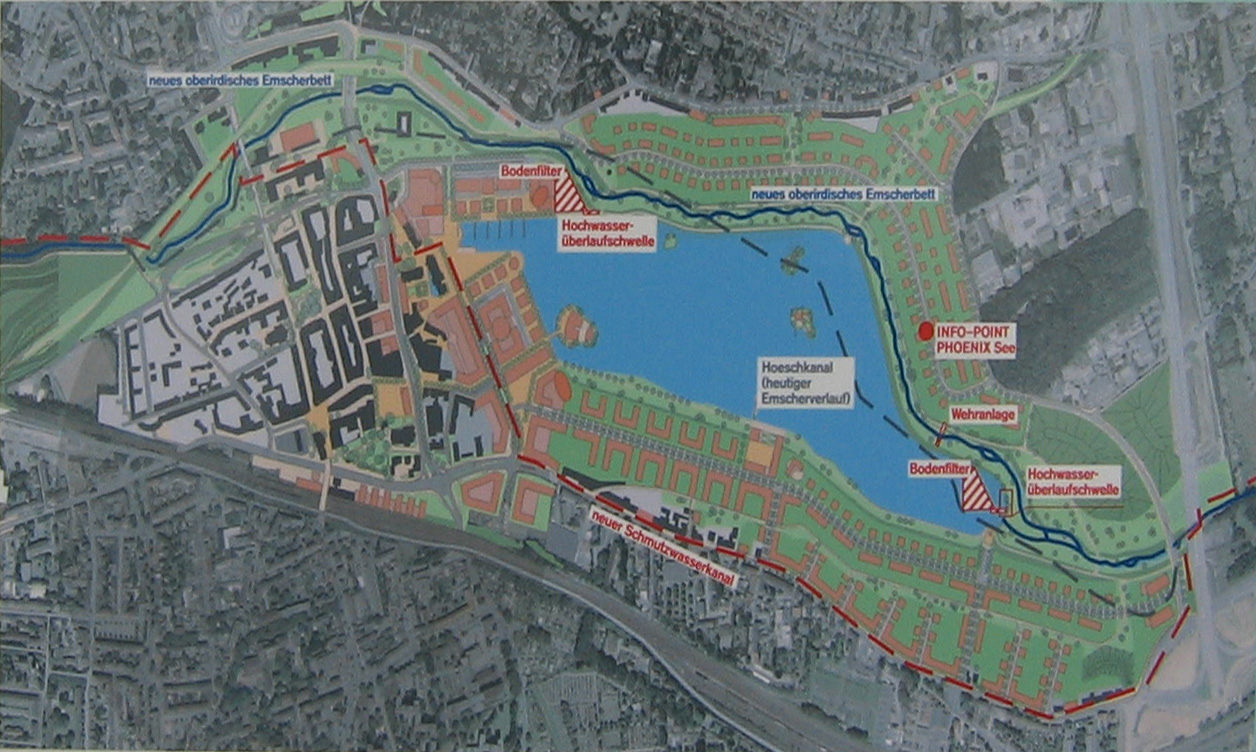
Planskizze des Phoenix-Sees mit Umbauung, 2006

Verantwortlich für Planung und Bau waren die Phoenix-See-Entwicklungsgesellschaft, eine Tochtergesellschaft der Dortmunder Stadtwerke, die Emschergenossenschaft sowie die Stadt Dortmund. Standort ist das 96 Hektar große Gelände der ehemaligen Hermannshütte in Hörde (Hörder Bergwerks- und Hütten-Verein).
Das Gesamtareal von 98 Hektar Größe kaufte die Stadt Dortmund der Thyssen Krupp Stahl AG für ca. 15 Mio. Euro ab. Für die Umgestaltung des Geländes wurden ursprünglich 186 Mio. Euro veranschlagt, schließlich wurden es aber 230 Mio. Euro. Diese Summe finanziert sich knapp zur Hälfte über die Grundstückserlöse, über die Anteile der Emschergenossenschaft, über städtische Eigenanteile sowie über öffentliche Fördermittel. In das Projekt gingen insgesamt 70 Mio. Euro Fördergelder ein. Davon waren 9,8 Mio. Euro Mittel für die Stadterneuerung und 4,5 Mio. Euro Mittel aus dem Ökologieprogramm im Emscher-Lippe-Raum (ÖPEL) des Landes Nordrhein-Westfalen und der EU. Die Stadterneuerungsmittel gingen in die an den See angrenzenden Wohnbauflächen, die öffentlichen Wege und Grünflächen sowie die Plätze und Straßen im Hafenquartier. Die ÖPEL-Mittel flossen in die Erstellung des Sees, seine Bepflanzung und die Errichtung des östlich angrenzenden Landschaftsbauwerks, des neuen „Kaiserbergs“ am Ostrand der Fläche.

## Bodensanierung

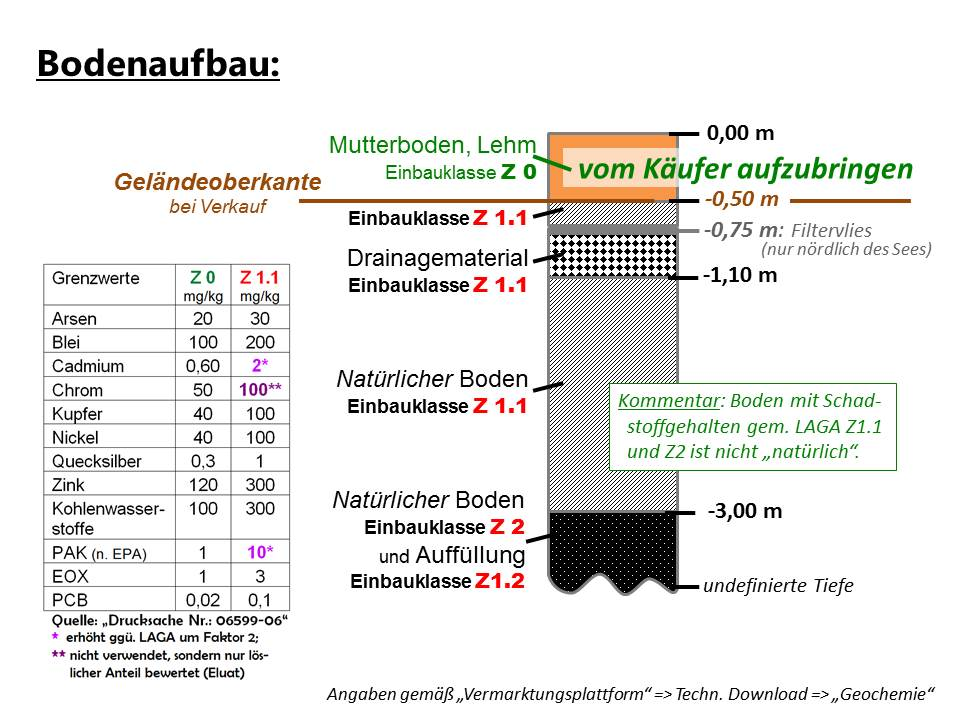
Phoenixsee Bodenprofil

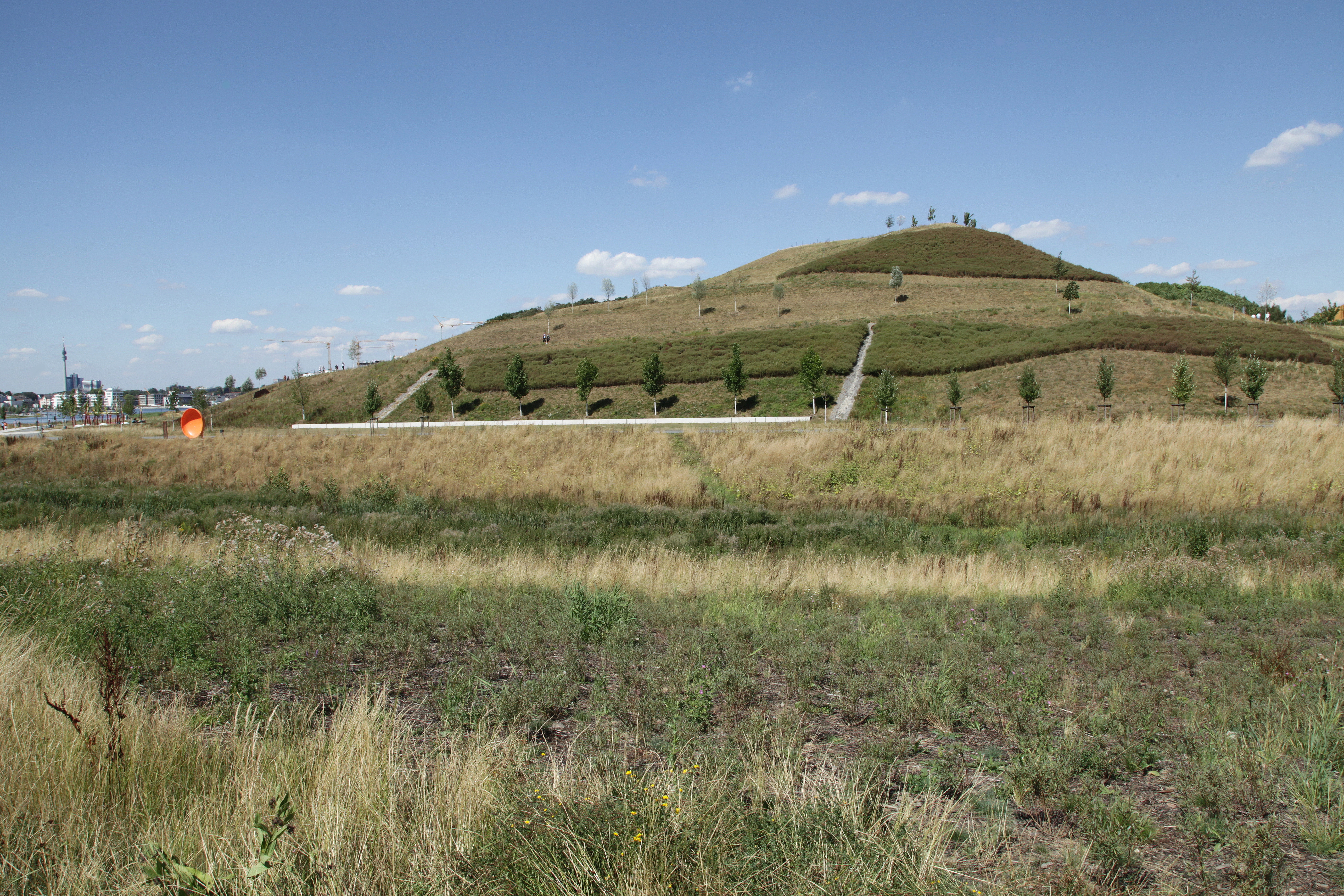
Landschaftsbauwerk Neuer Kaiserberg, Element der Bodensanierung

Da sich auf dem Gelände schon 1841 ein Stahlwerk befand, ging man von Schadstoffbelastung im Boden aus. Auf Basis der untersuchten Parameter wurde die Verbringung in den Untergrund bzw. die interne oder externe Deponierung vorgeschrieben. Davon zeugt der künstlich geschaffene neue „Kaiserberg“ am Ostrand der Fläche. Belastetes Bodenmaterial wurde im Untergrund verbaut, so dass die Bewohner nicht damit in Kontakt kommen. Bei der Hausgründung, Baumpflanzung usw. verpflichtet der Kaufvertrag die Grundstückseigentümer, den Bodenaushub kostenpflichtig als LAGA-Z1-Material auf einer Deponie zu entsorgen. Er darf nicht auf dem eigenen Gelände verteilt oder wieder eingebaut werden.
Die Sanierung bestand in der Aufbringung von 0,5 m sauberem Oberboden (Klasse Z0 nach LAGA), die dem Käufer auferlegt wurde. Das Gelände wird weiterhin im Altlastenkataster der Stadt Dortmund geführt, was der Stadt weitgehende Eingriffsrechte garantiert und Änderungen durch die Grundstückseigentümer genehmigungspflichtig macht.
Die Herkunft der Schadstoffe ist anhand der industriellen Vorgeschichte nachvollziehbar: 1974 hatte das Stahlwerk zwar einen Elektrofilter zur Abluftreinigung und 1985 einen zweiten Filter erhalten, nachdem es seine Produktion drosseln musste, weil es mehr Staub als erlaubt emittierte. Noch 1992 beobachteten Anwohner „braune Rauchwolken aus den Hallen an der Weingartenstraße“, weil „etwa 14mal pro Tag die Elektrofilter automatisch abgeschaltet“ wurden.
Rückblickend waren bei den Anwohnern des Stahlwerks Gesundheitsschäden nachweisbar: Untersuchungen von ca. 1000 Mutter-Kind-Paaren ergaben zwischen Ende Februar und Anfang Juni 2000 überdurchschnittlich häufig „Infektionen der oberen Atemwege (Mund, Nase, Nasennebenhöhlen, Rachen)“ und „allergische Erkrankungen“ wie Dauerschnupfen, gerötete oder juckende Augen und Heuschnupfen. Auch Neurodermitis trat in Hörde bei Kindern, die eine sehr hohe Chromkonzentration im Urin aufwiesen, viermal häufiger auf als bei gering belasteten Kindern. Langfristuntersuchungen fanden nicht statt.

## See

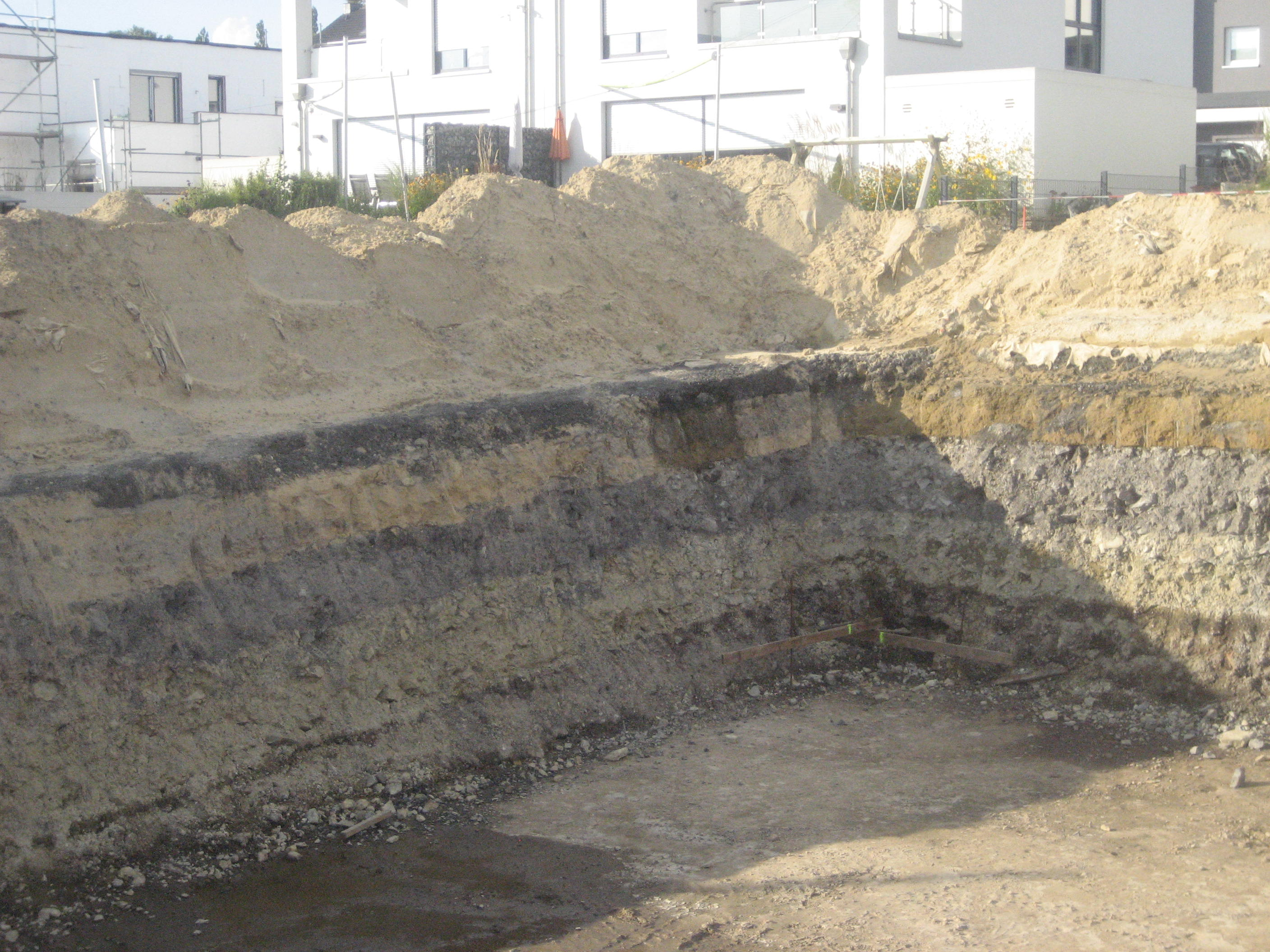
Bodenaufbau der nördlichen Wohngebiete

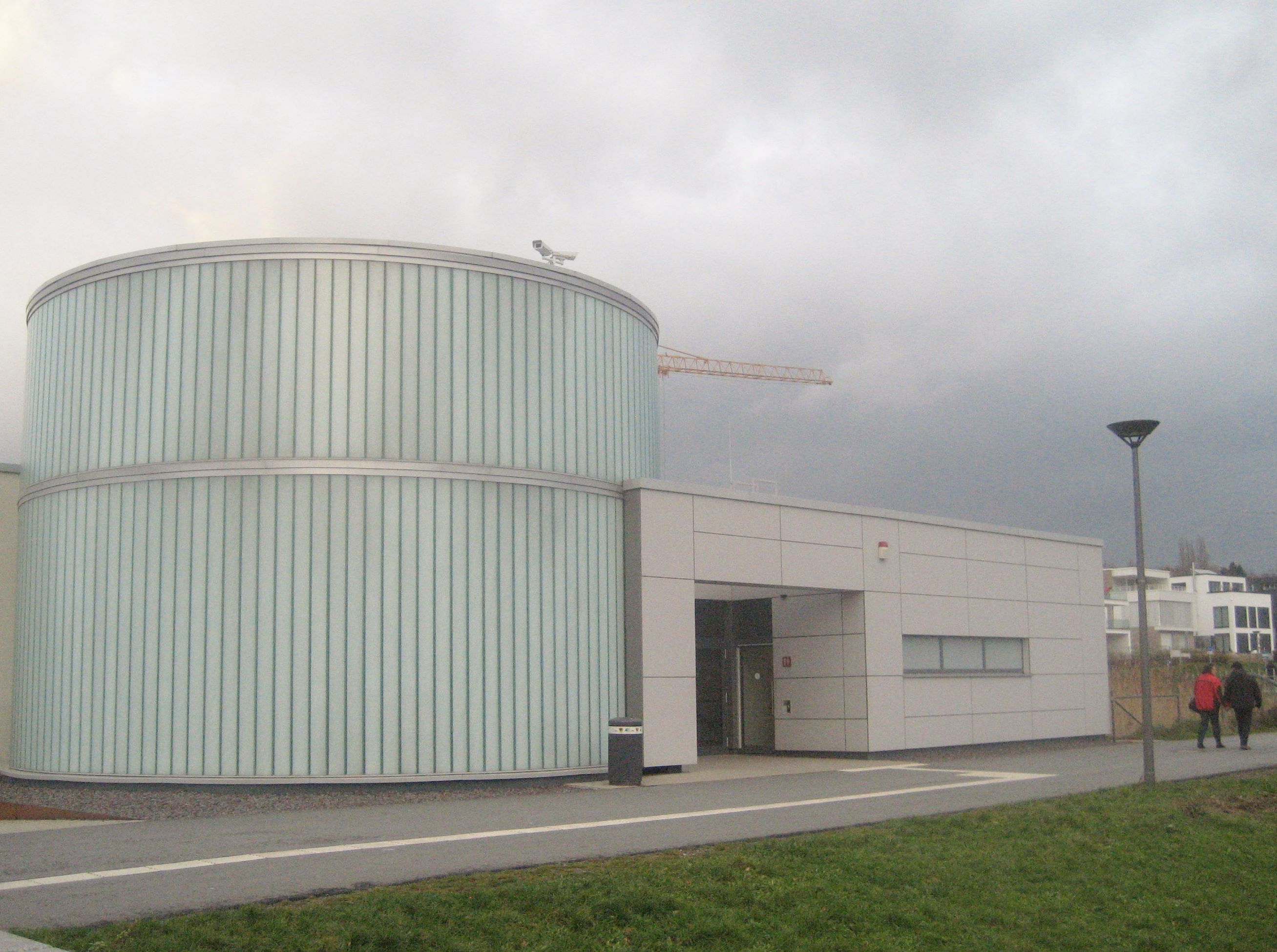
Phosphat-Eliminierungsanlage

Die Aushubarbeiten begannen im September 2006. Insgesamt wurden rund 2,5 Millionen Kubikmeter Boden ausgehoben und 1/5 davon über die Trasse der ehemaligen Eliasbahn nach Phoenix-West transportiert. Dabei wurde das im Zuge der Industrialisierung verfüllte Emschertal weitgehend freigelegt.
Die Flutung des Sees mit rund 150.000 m³ Wasser begann am 1. Oktober 2010 und dauerte, unterstützt durch Niederschläge, etwa ein Jahr bis zum ersten Sollstand. Die Emscher läuft nördlich am See vorbei, um die Wasserqualität des Sees nicht zu mindern. Am 9. Mai 2011 wurde der Seeuferbereich für die Öffentlichkeit freigegeben. Die wassersportliche Nutzung für kleine Segelboote und motorlose Sportboote begann am 1. April 2012. Baden, Surfen, Tauchen und Fischen sind nicht erlaubt.
Die Bewirtschaftung des Gewässers sowie der Grünanlagen ist Aufgabe der Stadt Dortmund.
Bei der Gewässerunterhaltung bildet das Wasserpflanzenmanagement eine zentrale Rolle. Des Weiteren werden durch die Stadt Dortmund kontinuierlich Kontrollen der technischen Einrichtungen am See vorgenommen und die Wasseroberfläche sowie der Seegrund sauber gehalten.
Das Stillgewässer hat eine Länge von 1230 Metern, eine maximale Breite von 310 Metern und eine maximale Tiefe von etwa 4,6 Metern. Die Fläche beträgt etwa 24 Hektar und das Fassungsvermögen etwa 600.000 m³. Der See ist zudem ein Baustein bei der Renaturierung der Emscher, eines Nebenflusses des Rheins. Seine Gestaltung als Regenwasserrückhaltebecken schützt die flussabwärts liegende Wohn- und Gewerbebebauung am Ufer der Emscher vor Hochwasser. Am Mönchsbauwerk im Hafenbecken kann es zurückgehalten und kontrolliert wieder in die Emscher eingeleitet werden. Bei Bedarf kann der See zusätzlich bis zu 360.000 m³ Regenwasser aufnehmen.
Zum Erhalt der guten Wasserqualität wurde nördlich des Sees eine Phosphat-Eliminationsanlage errichtet, die stündlich bis zu 90 m³ Seewasser filtern kann. Dazu wird es an zwei nahen Punkten angesaugt, gefiltert und anschließend dem See an der Hafentreppe in zwei Rinnen wieder zugeleitet. Das komplette Seevolumen kann innerhalb eines Jahres über die Filterstufe der Anlage geführt werden. Die Phosphat-Eliminationsanlage wird durch die Emschergenossenschaft im Auftrag der Stadt Dortmund betrieben. Die Wasserqualität ist gut: Bisher wurden keine erhöhten Werte an Schwermetallen oder anderen Rückständen der industriellen Vergangenheit festgestellt.
Schon zwei Jahre nach Eröffnung des Sees zeigte sich, dass dieser zur Artenvielfalt an Wasservögeln beiträgt. Unter anderem konnten Reiher, Enten, Haubentaucher, Möwen, Blässhühner, Flussregenpfeifer und Eisvögel beobachtet werden.
Am 14. Juli 2021 wurde der See im Zusammenhang mit dem Hochwasser in West- und Mitteleuropa 2021 das erste Mal auch als Regenrückhaltebecken für die Emscher genutzt. Der Pegel des Sees stieg dabei um 70–100 cm durch einlaufendes Wasser aus der Emscher.
Auf der Kulturinsel befinden sich ein Thomas-Konverter und das Mahnmal für Dortmunder Zwangsarbeitende.

## Gewerbe

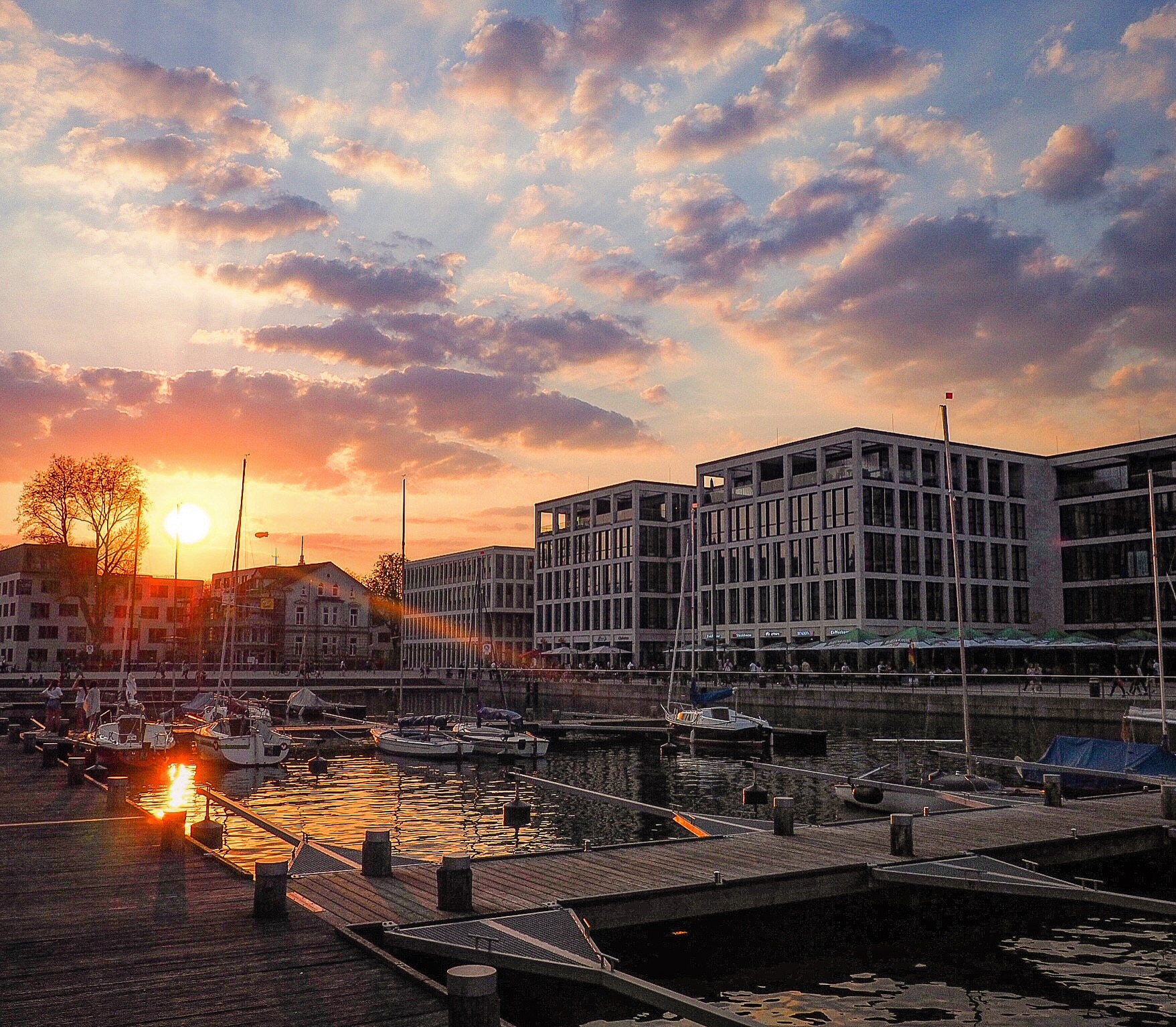
Hafenbecken mit Gastronomie und Bootsanlegern

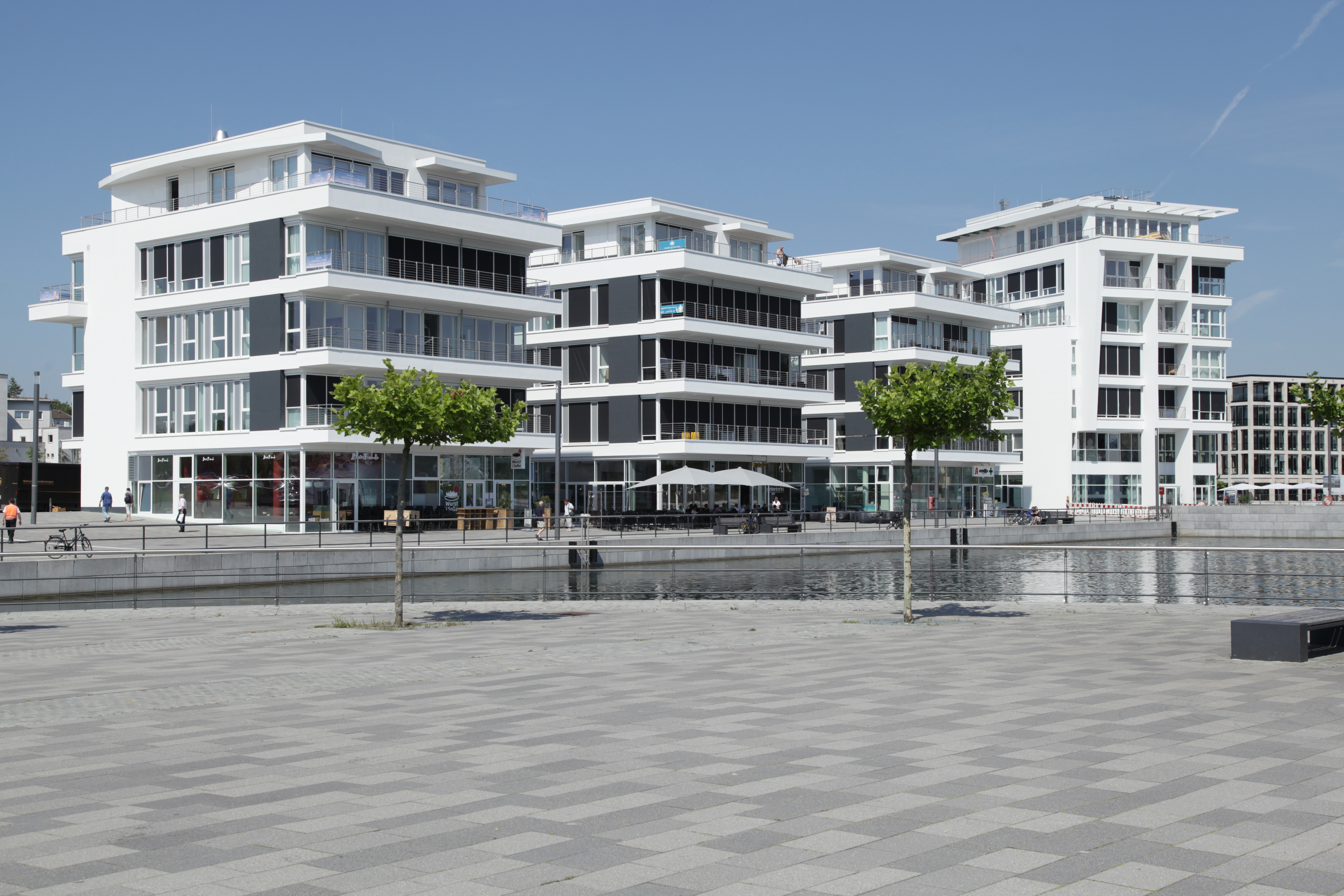
Facharztzentrum

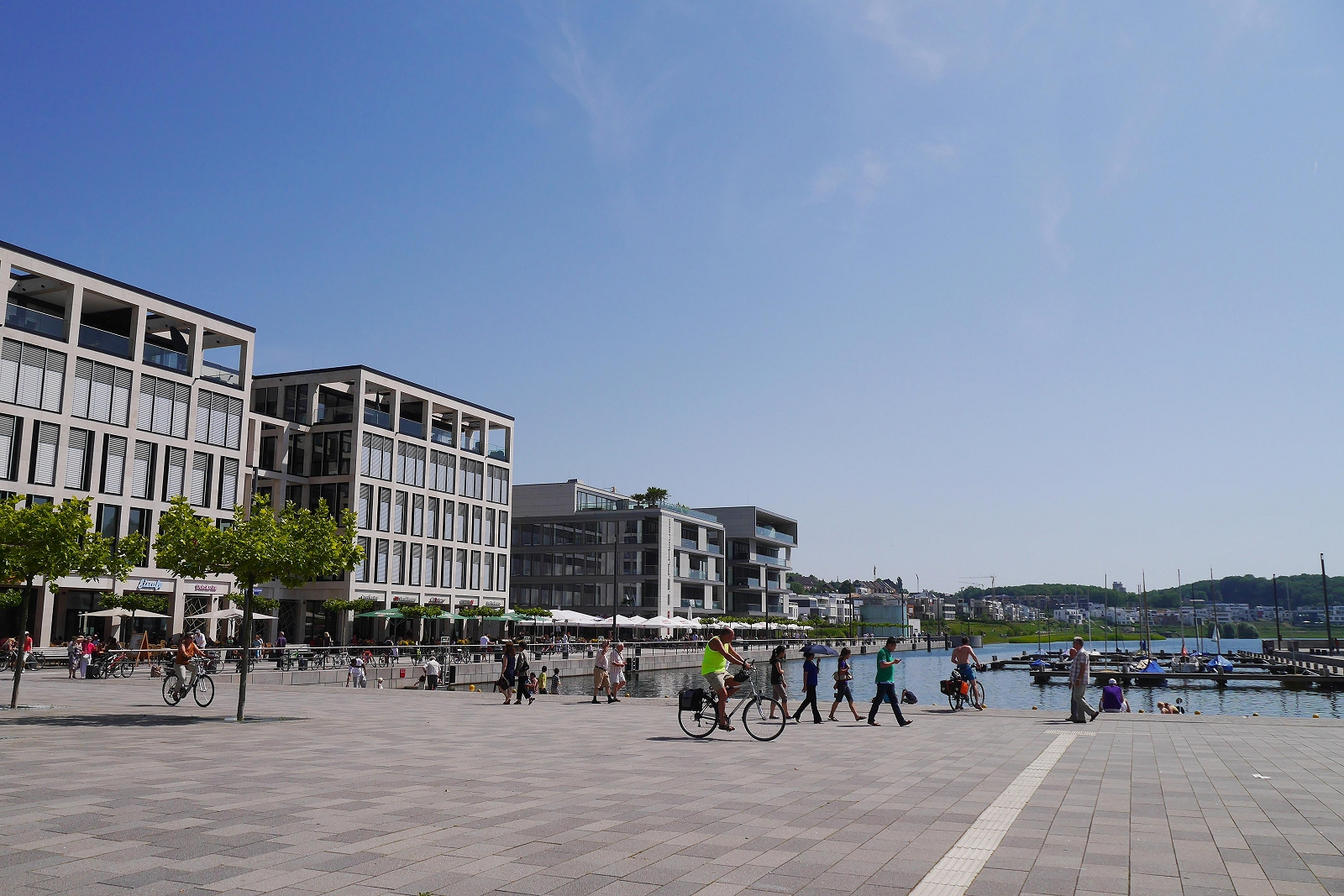
Hafenpromenade

Den Empfehlungen der Unternehmens- und Strategieberatung McKinsey & Company folgend, die von der ThyssenKrupp AG noch unter der vorläufigen Projektbezeichnung „Dortmund-Project“ in Auftrag gegeben worden waren, visierte die Stadt Dortmund eine umfängliche Restrukturierung und Belebung ihrer Ökonomie an, was unter anderem die Schaffung eines Wissens- und Technologiestandorts auf dem Areal Phoenix West nahe dem Phoenix-See umfasste. Dort stellte das Stahlwerk Phoenix Ost seine Produktion am 23. April 2001 ein und wurde nach Demontage in den Jahren 2003 und 2004 teilweise an das chinesische Unternehmen Angang Steel Company verkauft.
Das „Dortmund-Project“ wurde mit einem einstimmigen Ratsbeschluss im Juni 2000 verwaltungstechnisch dem Amt des Oberbürgermeisters und der Wirtschafts- und Beschäftigungsförderung der Stadt Dortmund unterstellt und sollte in Form eines Private-Public-Partnership-Modells umgesetzt werden. Von der Wirtschaftsförderung der Stadt Dortmund wurde 2001 der „Gründungswettbewerb start2grow“ initiiert, der die Gründung international ausgerichteter, innovativer Unternehmen im Dienstleistungs- und Technologiesektor durch die Vergabe von Fördermitteln anregen, und auch die Ansiedlung solcher Unternehmen in der Nähe des Phoenix-See begünstigen sollte. Zusammengenommen waren am Phoenix-See und in dem benachbarten Areal Phoenix West im Jahr 2017 etwa 1700 Beschäftigte in 161 Unternehmen tätig.
An der Westseite des Phoenixsees befindet sich ein Gastronomie- und Geschäftsbereich, der zum Flanieren und Verweilen einlädt:
- Nördlich des Hafenbeckens, (Hafenpromenade 1–2) residieren eine Bäckerei, ein Eiscafé sowie ein Steakhouse. In den Obergeschossen sind Büros und Praxen sowie ein Fitnessstudio. Ganz oben befinden sich sieben Penthauswohnungen.[38] Das gleiche Konzept wurde auch im östlich anschließenden Gebäude (Hafenpromenade 3) umgesetzt: Im Erdgeschoss befindet sich Gastronomie[39] und darüber sind Büros und Dienstleistungsunternehmen sowie fünf exklusive Loftwohnungen (siehe Foto: Hafenpromenade 3).
- Südlich des Hafenbeckens (Am Kai 8–14) ist in den vier dominanten weißen Gebäuden auf knapp 7000 m² und sechs Etagen Platz für rund zwanzig Arztpraxen.[40][41] Im Erdgeschoss befinden sich eine Apotheke, drei Restaurants und ein Eiscafé. Darunter bietet eine Tiefgarage Platz für 60 Stellplätze.[42]
- Am Südufer (Phoenixseestraße 2–8) entwickelt sich der Phoenix-See weiter. Der Übergang zu den privaten kleinteiligen Einfamilienhäusern ist noch nicht geschlossen. Drei moderne Gebäude für Büro- und Dienstleistungsnutzungen schließen sich an das südliche Hafenbecken an: der Swan von Opländer GmbH & Co, entworfen von Drahtler Architekten, und das Gebäude der ITS Informationstechnik Service GmbH, entworfen von Kitzig Interior Design; in zweiter Reihe ist das Firmengebäude der microsonic GmbH, des einzigen produzierenden Unternehmens am Phoenix-See, entworfen von den Düsseldorfer Architekten F&G Geddert.[43][44]

Die Pachtpreise für Gastronomieflächen von 3500 bis 4000 m² sind mit 20 bis 25 €/m² nahe denen guter Innenstadt-Lagen mit ständiger Laufkundschaft.

## Wohnbebauung

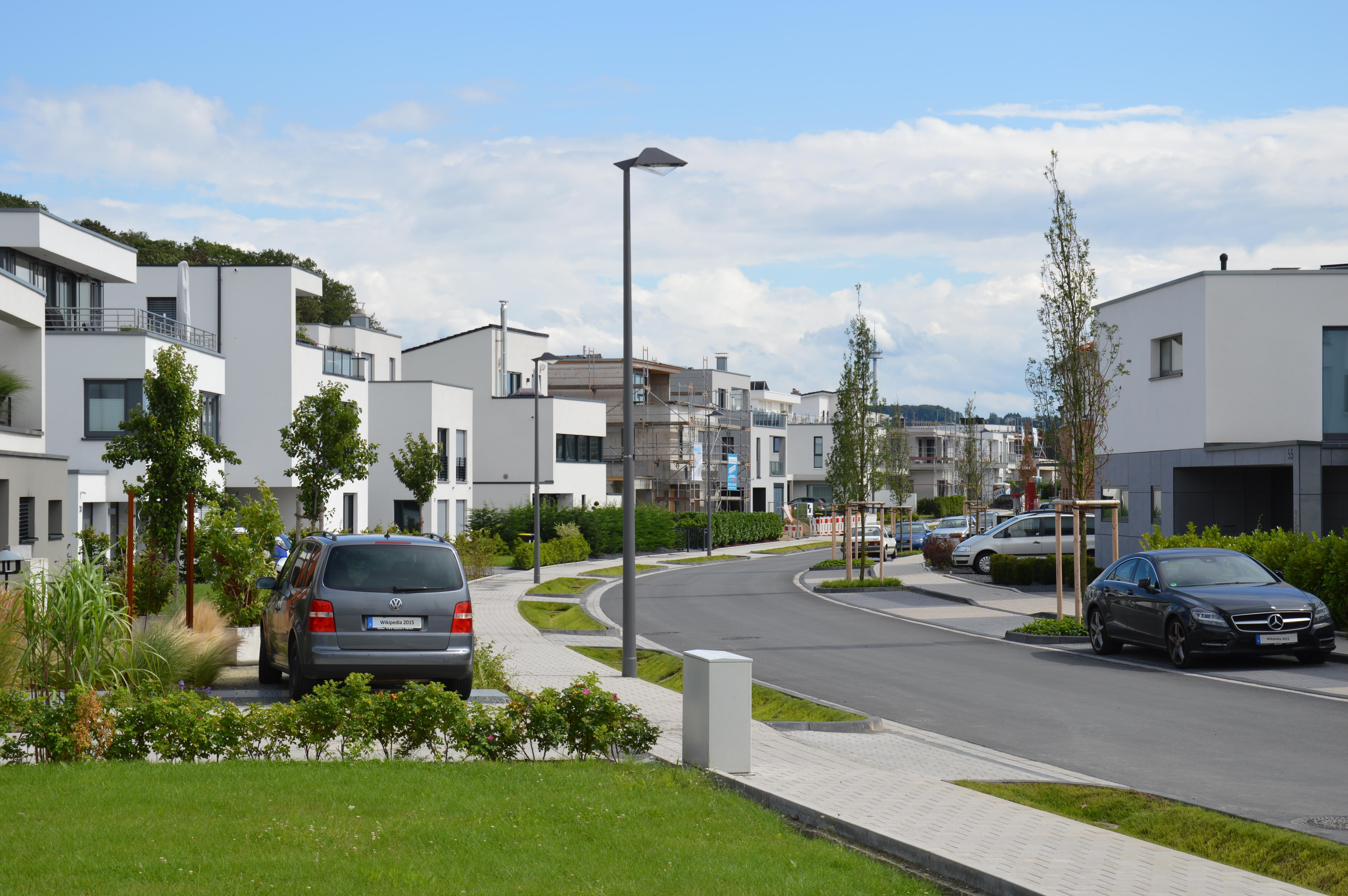
Wohnbebauung am Nordufer

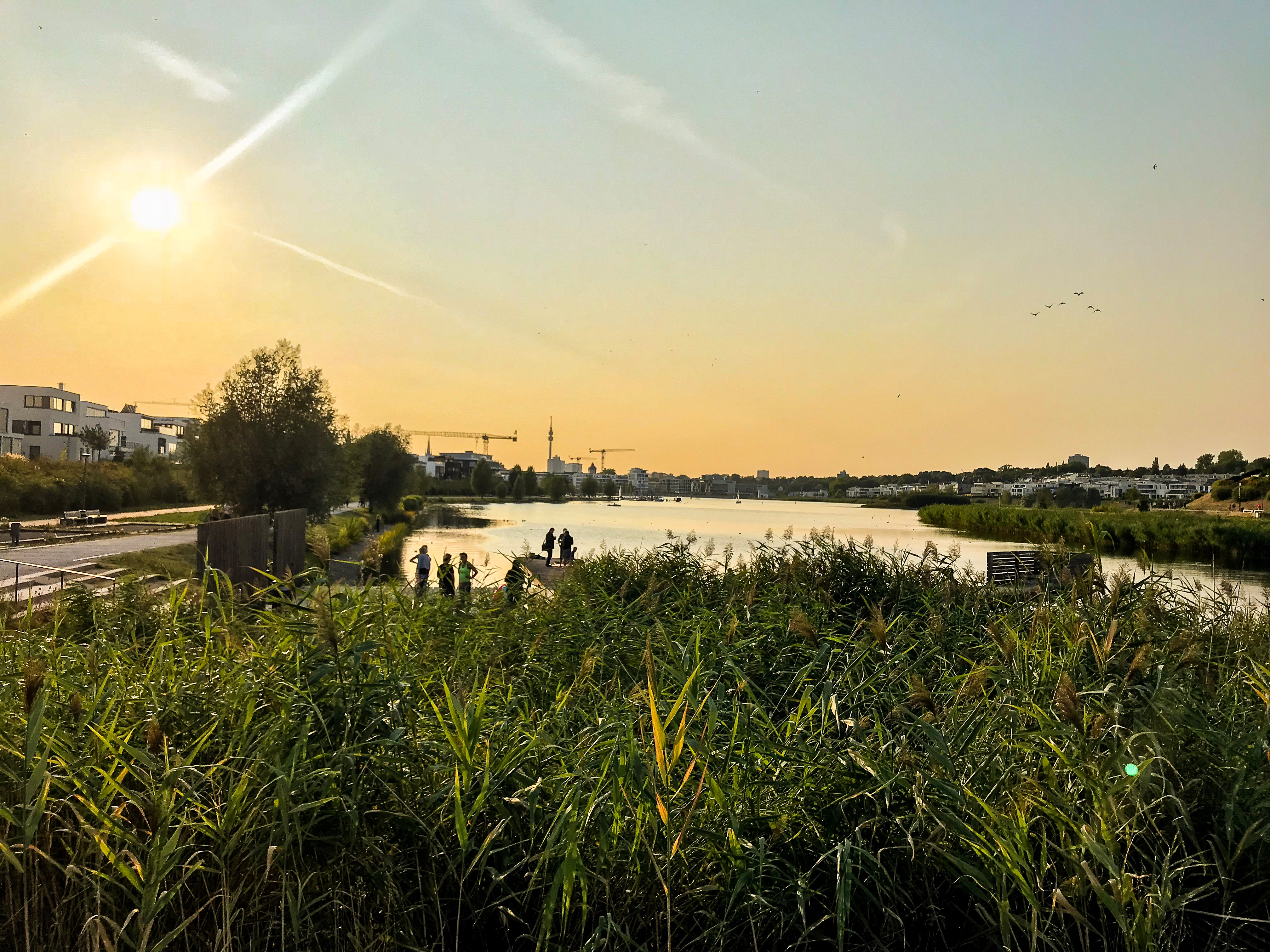
Das östliche Ende des Sees

Die Bebauung am Nordufer begann im Jahr 2011. Südlich des Sees begann die Bebauung zwei Jahre später. Für die Gestaltung der Häuser waren vielfältige Vorgaben zu beachten. Hinsichtlich des Energiestandards mussten die Bauherrn die Vorgaben mindestens des KfW-Effizienzhaus 70 (EnEV 2009) umsetzen. Die Hälfte der Grundstückseigentümer sollen sogar den KfW-Standard 55 einhalten. Sozialwohnungen wurden im Januar 2013 in den Bebauungsplan integriert. Für diese wurde unter anderem ein Grundstück von 3700 m² etwa 500 m südöstlich des Sees (Schüruferstraße) zu einem Preis von 220 €/m² an die Dortmunder Gesellschaft für Wohnen mbH (Dogewo21) verkauft.
Am Phoenixsee sind etwa 2.000 Wohneinheiten entstanden. Während am Nord- und Nordostufer überwiegend Ein- und Zweifamilienhäuser gebaut wurden, bestehen am Südufer des Sees verschiedene Wohnformen mit höheren Wohndichten. An der südwestlichen Seite des Sees überwiegt eine Bürobebauung mit Penthouse-Wohnungen in den oberen Etagen. Bislang haben sich am Phoenixsee 121 Firmen mit 1200 Mitarbeitern niedergelassen. 70 % der Betriebe kommen aus den Bereichen Dienstleistung und Gastronomie und 16 % der Firmen sind aus dem Sektor Medien/IT und es gibt sogar ein produzierendes Unternehmen. In welchem Ausmaß die Anlage hochwertigen Wohnraums und Ansiedlung von Dienstleistungs- und Technologieunternehmen auf dem Gelände des ehemaligen Stahlwerks zur Verdrängung (Gentrifizierung) ökonomisch marginalisierter Gruppen im traditionellen Arbeiterstadtteil Hörde beigetragen hat, wurde und wird kontrovers diskutiert.

## Gentrifizierung

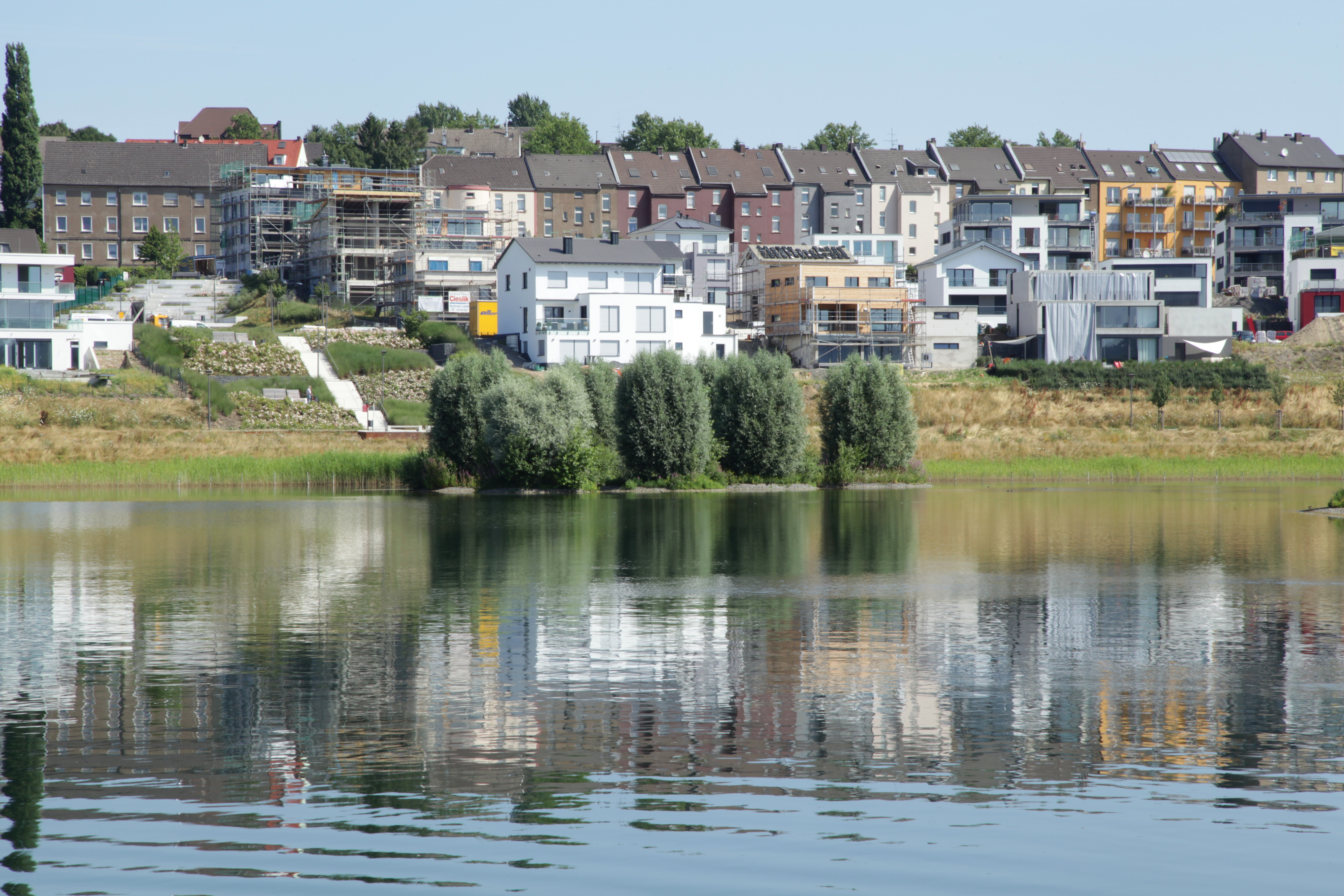
Neu- und Altbauten am Nordufer

Zahlreiche Experten haben sich in den letzten Jahren zur Frage geäußert, ob durch den Phoenix-See Gentrifizierung hervorgerufen wurde. „Gewinner und Verlierer des Strukturwandels treffen unmittelbar aufeinander“, erklärte Susanne Frank, Soziologieprofessorin an der Technischen Universität Dortmund, in einer Diskussionsveranstaltung. Stadtplaner Jürgen Ewert kritisierte das Planungsvorhaben, da es soziale Verwerfungen begünstige. Achim Prossek, Geograf an der Humboldt-Universität zu Berlin, stellte durch regelmäßige Exkursionen den Verlust von günstigem Wohnraum in Hörde fest. Rainer Stücker, Vorsitzender des Dortmunder Mietvereins, äußerte, dass Immobilienbesitzer in Hörde zwar profitieren, aber günstiger Mietwohnraum verschwinden würde. Kunsthistoriker und Leiter der Emscherkunst, Florian Matzner, sprach 2016 davon, dass „eine Gentrifizierung wie aus dem Lehrbuch stattgefunden“ habe: „In wenigen Jahren haben hier Neureiche Häuser mit Blick auf den See gebaut. […] Als Folge dieser Bebauung stiegen die Mieten für die Wohnungen in den alten Häusern der ehemaligen Stahlarbeiter, die hinter den Villen stehen.“ Aktivisten der Hafeninitiative Dortmund, führten den Phoenix-See im Juni 2019 als Negativbeispiel für ein in Gentrifizierung mündendes Stadtentwicklungsprojekt an. Olaf Greve, an der Planung des Phoenix-See beteiligt, konstatierte im Rückblick, dass über die soziale Komponente des Projektes zu wenig nachgedacht worden sei. Der Sozialbericht NRW 2016 des Ministeriums für Arbeit, Integration und Soziales des Landes Nordrhein-Westfalen weist darauf hin, dass Neubauten und Sanierungen Gentrifizierung begünstigt haben.

## Dokumentationen
- Dortmund und der Phoenix-See, Dokumentarfilm, Deutschland 2008, 44 Min, Regie: Jens Tilmann, Dokumentarfilm des WDR aus der „Bilderbuch Deutschland“-Serie, auch als DVD
- Göttliche Lage, Dokumentarfilm, Deutschland 2014, 104 Min, Regie: Ulrike Franke, Michael Loeken; der Film dokumentiert die Entwicklung des Sees; wurde u. a. gezeigt bei: Kirchliches Filmfestival Recklinghausen, 5. März 2015; im gleichen Jahr auf DVD publiziert; u. a. unterstützt vom WDR, ARTE
- Phoenixsee – Langzeitdokumentation (Produktion HubbertvonSonntag, Regie Hans von Sonntag) 9-teilige Dokumentation – in HD – beauftragt durch DSW21. Auch als DVD und DVD-Serie erhältlich gewesen.
- Phoenixsee, Fernsehserie, Deutschland 2016 mit Stephan Kampwirth, Nike Fuhrmann, Felix Vörtler, Anna Stieblich, Robert Dölle u. a. Der WDR hat bis 2019 12 Folgen in 2 Staffeln produziert.[64] Nach der zweiten Staffel wurde die Einstellung der Serie verkündet.[65]